# Daniel Clarke
Ne doit pas être confondu avec Daniel Clark.
Daniel Clarke, né le 3 mai 1971 à New York, est un peintre figuratif contemporain américain établi en France. 

## Biographie
Il étudie la peinture à l'université Yale jusqu’en 1993 puis s'installe en France à Paris, où il vit.

## Œuvres
Il peint, grave et sculpte. Le sujet de ses œuvres est initialement sa vie familiale, notamment les origines irlandaises de ses grands-parents, dont il développe une vision fantasmée,,,. À partir de 2011, sa production reflète aussi ses doutes, voire ses angoisses.